# Chiesa di San Cerbone (Montecerboli)
La chiesa di San Cerbone si trova a Montecerboli nel comune di Pomarance.

## Descrizione
Conserva l'impianto medievale.
In questa chiesa nel 1460 furono trasferiti i privilegi della Plebs de Morba già sede di bagni famosi. Il vicino e antico oratorio della compagnia della Visitazione di Maria, poi di Carità, è attualmente adibito a Museo di arte sacra.